# Trypanaeus punctinotus
Trypanaeus punctinotus är en skalbaggsart som beskrevs av Sylvain Auguste de Marseul 1862. Trypanaeus punctinotus ingår i släktet Trypanaeus och familjen stumpbaggar. Inga underarter finns listade i Catalogue of Life.